# Andalgalá (Catamarca)
Andalgalá is een plaats in het Argentijnse bestuurlijke gebied Andalgalá in de provincie  Catamarca. De plaats telt 14.068 inwoners.

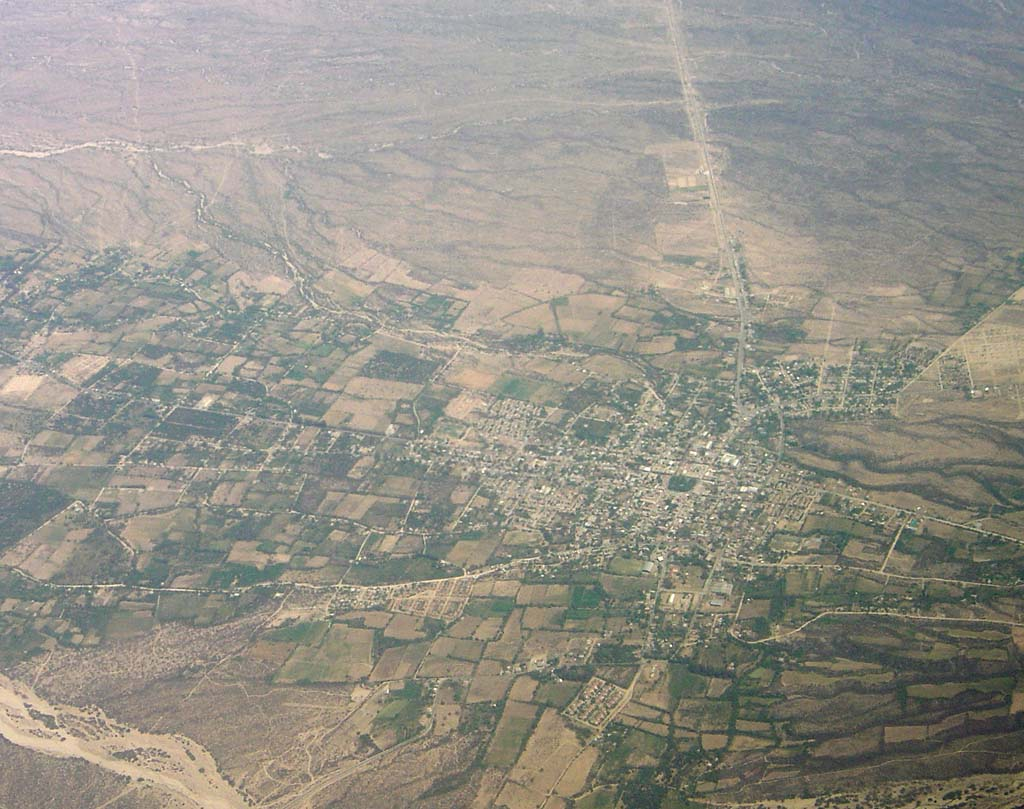
Andalgalá